# Champions Trophy der Damen 2009
Die 17. FIH Champions Trophy der Damen im Hockey fand vom 11. bis zum 19. Juli 2009 in Sydney statt. Die sechs weltbesten Teams spielten im State Hockey Centre, das bereits für die Olympischen Sommerspiele 2000 benutzt wurde. Argentinien war Titelverteidiger. Weltmeister 2006 und Olympiasieger 2008 waren die Niederlande.
Titelverteidiger Argentinien gewann die Trophy erneut mit einem 4:3-Sieg im Penaltyschießen gegen Gastgeber Australien.

## Teams
Von der FIH wurden folgende sechs Mannschaften als Teilnehmer festgelegt:
- Australien (Gastgeber)
- Niederlande (Olympiasieger 2008 und Weltmeister 2006)
- Argentinien (Titelverteidiger)
- China
- Deutschland
- England

## Tabelle
| Team        | Sp. | S | U | N | TG | TE | TD  | Pkt. |
| ----------- | --- | - | - | - | -- | -- | --- | ---- |
| Argentinien | 5   | 3 | 2 | 0 | 8  | 4  | 4   | 11   |
| Australien  | 5   | 3 | 1 | 1 | 10 | 4  | 6   | 10   |
| Niederlande | 5   | 2 | 2 | 1 | 7  | 6  | 1   | 8    |
| Deutschland | 5   | 2 | 1 | 2 | 6  | 6  | 0   | 7    |
| China       | 5   | 1 | 1 | 3 | 9  | 9  | 0   | 4    |
| England     | 5   | 0 | 1 | 4 | 5  | 16 | −11 | 1    |

## Spielplan

### Vorrunde
| Spielnummer – Datum – Uhrzeit | Team 1              | Team 2              | Ergebnis |
| ----------------------------- | ------------------- | ------------------- | -------- |
| 01 – 11. Juli 2009 – 11:05    | Niederlande         | England             | 2:2      |
| 02 – 11. Juli 2009 – 13:05    | Deutschland         | Australien          | 0:2      |
| 03 – 11. Juli 2009 – 15:05    | Argentinien         | Volksrepublik China | 2:1      |
| 04 – 12. Juli 2009 – 11:05    | England             | Deutschland         | 1:3      |
| 05 – 12. Juli 2009 – 13:05    | Australien          | Argentinien         | 0:1      |
| 06 – 12. Juli 2009 – 15:05    | Volksrepublik China | Niederlande         | 0:1      |
| 07 – 14. Juli 2009 – 18:05    | Deutschland         | Niederlande         | 0:1      |
| 08 – 14. Juli 2009 – 20:05    | Australien          | Volksrepublik China | 2:2      |
| 09 – 15. Juli 2009 – 18:05    | Volksrepublik China | Deutschland         | 2:3      |
| 10 – 15. Juli 2009 – 20:05    | Argentinien         | England             | 3:1      |
| 11 – 16. Juli 2009 – 18:05    | Niederlande         | Argentinien         | 2:2      |
| 12 – 16. Juli 2009 – 20:05    | England             | Australien          | 0:4      |
| 13 – 18. Juli 2009 – 11:05    | Volksrepublik China | England             | 4:1      |
| 14 – 18. Juli 2009 – 13:05    | Australien          | Niederlande         | 2:1      |
| 15 – 18. Juli 2009 – 15:05    | Argentinien         | Deutschland         | 0:0      |

### Platzierungsspiele
| Spiel um Platz 5 und 6 | 19. Juli 2009 10:05 | Volksrepublik China | 7 – 0                 | England     |
| Spiel um Platz 3 und 4 | 19. Juli 2009 12:35 | Niederlande         | 5 – 2                 | Deutschland |
| Finale                 | 19. Juli 2009 15:05 | Argentinien         | 4 – 3 (n. P.) (0 – 0) | Australien  |